# 天童賴澄
天童賴澄（?—?），日本戰國時代至安土桃山時代的武將。最上氏庶流天童氏（最上八楯之一）第17代當主。村山郡天童城（舞鶴城）城主。父親是天童氏第16代當主天童賴貞。初名賴久。

## 生平
生年不詳。與最上氏有親戚關係，不過仍與最上義光敵對，而因為母親是伊達氏重臣國分盛氏的女兒，所以與伊達氏等連結，與最上氏激戰。因為居城天童城是堅城，而且受其他最上八楯的支援，於是戰況陷入膠著狀態，不過因為最上八楯中最有力的延澤滿延受最上家臣氏家守棟策動，滿延轉投向義光側，於是形勢立即傾向最上方，令內應不斷出現。天正12年（1584年）10月，天童城被攻陷（『伊達治家記錄』。此外有多種說法）。
此後投靠母親的實家國分氏，後來依靠秋保直盛並寄居在秋保。天正18年（1590年）1月13日，以贈送禮物使者的身份，前往伊達政宗的黑川城。文祿年間，被政宗任命為家格「準一家」，並受賜采地宮城郡利府邑1千石。後來改名為賴澄、甲斐。
因為沒有兒子，於是迎留守政景的次男重賴為養嗣子。